# كينغ هونغ
كينغ هونغ (بالإنجليزية: King Kong)‏ هو مغني جامايكي، ولد في 26 مارس 1962 في كينغستون في جامايكا.